# Landschaftsschutzgebiet Buchenwald/Obstwiesenkomplex bei Hedderhagen
Das Landschaftsschutzgebiet Buchenwald/Obstwiesenkomplex bei Hedderhagen mit  11,40 ha Flächengröße liegt im Stadtgebiet Lage südöstlich von Heiden. Es wurde 2006 mit dem Landschaftsplan Lage durch den Kreistag des Kreises Lippe als Landschaftsschutzgebiet (LSG) ausgewiesen. Das LSG grenzt südlich direkt an das 1 ha Landschaftsschutzgebiet Buchenwald/Obstwiesenkomplex in Hedderhagen (Detmold) im Stadtgebiet von Detmold. Der Weiler Hedderhagen grenzt östlich direkt an, sonst grenzen Acker- und Grünlandflächen an.

## Beschreibung
Das LSG umfasst Biotopkomplex aus Waldflächen, Feldgehölzen, extensiv genutzten Grünlandflächen mit umgebenden Heckenstrukturen, alten Obstwiesen und einem naturnahen Bach mit seinen Quellbereichen. Auf Obstwiese stehen an alte und junge Obstbäume. Im südöstlichen Teil des Schutzgebietes liegt ein Feldgehölz mit 
Buchen, Eichen und Birken. Dieses Feldgehölz grenzt unmittelbar an einen größeren Buchenwald im Stadtgebiet von Detmold. 
Der Landschaftsplan Lage führt zum LSG aus: „Das Gebiet ist gering beeinträchtigt und weist mit den alten Buchenwäldern noch Reste der potentiellen natürlichen Vegetation auf. Der strukturreiche Bereich ist wertvoll für Höhlenbrüter aufgrund seines Altholzbestandes und weist RL-Pflanzenarten auf. Er hat bezüglich der im östlichen Umfeld befindlichen Waldflächen (Stadtgebiet Detmold) eine lokale Bedeutung als Vernetzungs- und Trittsteinbiotop für Waldarten, für Lebensgemeinschaften von Hecken-Grünland-Komplexen und der bewaldeten und grünlanderhaltenden Bachauen im Biotopverbundsystem der Linne- und dem oberen Oetternbachtalsystem mit angrenzenden Hügeln. Die Obstweiden stellen ein wertvolles Relikt kulturhistorischer Landnutzungsformen dar.“

## Schutzzwecke für das LSG
Laut Landschaftsplan erfolgte die Ausweisung des LSG
- „zur Erhaltung und Wiederherstellung der Leistungsfähigkeit des Naturhaushaltes in ökologisch besonders wertvoll strukturierten Bereichen mit Wasser-, Klima- und Biotopschutzfunktionen,“
- „zur Erhaltung und Wiederherstellung von Quellbereichen und naturnahen Fließgewässern, Wald- und Grünlandbereichen unterschiedlicher Feuchtestufen, Feldgehölzen, Hecken und Obstwiesen,“
- „zur Erhaltung morphologisch ausgeprägter Bereiche zur Sicherung der landschaftlichen Eigenart und Vielfalt für die Erholung,“
- „zur Erhaltung wertvoller Biotopkomplexe aus Wald-Grünlandbereichen, Fließgewässern und Quellen sowie Biotopen nach § 62 LG mit wichtigen Refugial-, Puffer-, Trittstein- und Vernetzungsfunktionen,“
- „zur Erhaltung und Wiederherstellung wichtiger Rückzugsräume für die bedrohte Tier- und Pflanzenwelt,“
- „zur Sicherung der das Orts- und Landschaftsbild gliedernden und belebenden und die dörflichen Siedlungsstrukturen prägenden Freiraumelemente.“[1]

## Rechtliche Vorschriften
Im Landschaftsschutzgebiet ist unter anderem das Errichten von Bauten verboten. Grün- und Brachland darf nicht in eine andere Nutzungsart umgewandelt oder umgebrochen werden.